# Чан Кйон Мі
Чан Кйон Мі (кор. 장경미, нар. 25 лютого 1982) — колишня південнокорейська тенісистка.
Найвищу одиночну позицію світового рейтингу — 254 місце досягла 29 січня 2001, парну — 195 місце — 5 липня 2004 року.
Здобула 5 одиночних та 20 парних титулів туру ITF.

## Фінали ITF
| Легенда         |
| --------------- |
| турніри $25,000 |
| турніри $15,000 |

### Одиночний розряд: 17 (5–12)
| Результат | Ранг | Дата            | Турнір                      | Покриття  | Суперниця          | Рахунок          |
| --------- | ---- | --------------- | --------------------------- | --------- | ------------------ | ---------------- |
| Поразка   | 1.   | 2 липня 2000    | ITF Спрингфілд, США         | Тверде    | Адрія Енґел        | 2–6, 3–6         |
| Поразка   | 2.   | 9 липня 2000    | ITF Едмонд, США             | Тверде    | Абігейл Спірс      | 6–1, 4–6, 3–6    |
| Перемога  | 3.   | 23 липня 2000   | ITF Ванкувер, Канада        | Тверде    | Елісон Неш         | 6–1, 2–6, 6–0    |
| Поразка   | 4.   | 3 вересня 2000  | ITF Куґаяма, Японія         | Тверде    | Тонґ Ка-по         | 6–7(3), 5–7      |
| Поразка   | 5.   | 10 вересня 2000 | ITF Ібаракі, Японія         | Тверде    | Хісамацу Сіхо      | 5–7, 7–6(3), 2–6 |
| Поразка   | 6.   | 17 вересня 2000 | ITF Осака, Японія           | Тверде    | Чон Мі Ра          | 6–7(4), 1–6      |
| Перемога  | 7.   | 24 вересня 2000 | ITF Кіото, Японія           | Килим (i) | Хісамацу Сіхо      | 6–2, 5–7, 6–2    |
| Поразка   | 8.   | 7 липня 2002    | ITF Вако, США               | Тверде    | Міранджела Моралес | 6–2, 1–6, 3–6    |
| Перемога  | 9.   | 21 липня 2002   | ITF Сеул, Південна Корея    | Тверде    | Чхе Кйон І         | 4–6, 6–3, 6–1    |
| Поразка   | 10.  | 29 червня 2003  | ITF Едмонд, США             | Тверде    | Келлі Маккейн      | 5–7, 2–6         |
| Поразка   | 11.  | 27 липня 2003   | ITF Чханвон, Південна Корея | Тверде    | Kim Jin-hee        | w/o              |
| Поразка   | 12.  | 8 вересня 2003  | ITF Сайтама, Японія         | Тверде    | Маюмі Ямамото      | 2–6, 0–6         |
| Поразка   | 13.  | 15 вересня 2003 | ITF Кіото, Японія           | Килим (i) | Тісайо Іто         | 3–6, 5–7         |
| Перемога  | 14.  | 13 лютого 2005  | ITF Бленім, Нова Зеландія   | Тверде    | Мірейлл Діттманн   | 5–7, 6–3, 7–6(2) |
| Поразка   | 15.  | 3 червня 2007   | ITF Кімхе, Південна Корея   | Ґрунт     | Лі Чін А           | 3–6, 3–6         |
| Перемога  | 16.  | 24 серпня 2008  | ITF Кімхе, Південна Корея   | Ґрунт     | Kim Sun-jung       | 6–4, 6–2         |
| Поразка   | 17.  | 28 червня 2009  | ITF Кімчхон, Південна Корея | Тверде    | Кім На Рі          | 4–6, 7–6(5), 2–6 |

### Парний розряд: 39 (20–19)
| Результат | Ранг | Дата              | Турнір                        | Покриття  | Партнерка      | Суперниця                           | Рахунок          |
| --------- | ---- | ----------------- | ----------------------------- | --------- | -------------- | ----------------------------------- | ---------------- |
| Перемога  | 1.   | 29 листопада 1998 | ITF Маніла, Філіппіни         | Тверде    | Kim Jin-hee    | Ліза Андріяні Іраваті Іскандар      | 6–3, 7–6         |
| Поразка   | 2.   | 4 квітня 1999     | ITF Інчхон, Південна Корея    | Ґрунт     | Kim Jin-hee    | Lee Eun-jeong Park Seon-young       | 3–6, 2–6         |
| Поразка   | 3.   | 6 червня 1999     | ITF Літл-Рок, США             | Тверде    | Чхе Кйон І     | Окамото Сейко Таґуті Кейко          | 5–7, 2–6         |
| Поразка   | 4.   | 23 квітня 2000    | ITF Далянь, КНР               | Тверде    | Сатоко Куріока | Дін Дін Лі На                       | 5–7, 3–6         |
| Перемога  | 5.   | 11 червня 2000    | ITF Інчхон, Південна Корея    | Тверде    | Chae Kyung-yee | Chung Yang-jin Lee Eun-jeong        | 6–3, 4–6, 7–5    |
| Поразка   | 6.   | 18 червня 2000    | ITF Сеул, Південна Корея      | Тверде    | Chae Kyung-yee | Чхой Йон Ча Kim Eun-sook            | 0–6, 0–6         |
| Перемога  | 7.   | 9 липня 2000      | ITF Едмонд, США               | Тверде    | Ху Чін-Бі      | Джакелін Трейл Сінді Вотсон         | 6–4, 6–4         |
| Поразка   | 8.   | 30 липня 2000     | ITF Ванкувер, Канада          | Тверде    | Антонія Матіч  | Анніка Купер Бренді Фройденберґ     | 4–6, 2–6         |
| Поразка   | 9.   | 3 вересня 2000    | ITF Куґаяма, Японія           | Тверде    | Chae Kyung-yee | Чжень Юань Тонґ Ка-по               | 3–6, 1–6         |
| Поразка   | 10.  | 10 вересня 2000   | ITF Ібаракі, Японія           | Тверде    | Chae Kyung-yee | Хісамацу Сіхо Чон Мі Ра             | 3–6, 3–6         |
| Поразка   | 11.  | 24 вересня 2000   | ITF Кіото, Японія             | Тверде    | Chae Kyung-yee | Хісамацу Сіхо Чон Мі Ра             | 6–7(4), 5–7      |
| Поразка   | 12.  | 21 липня 2002     | ITF Сеул, Південна Корея      | Тверде    | Chae Kyung-yee | Макі Арай Окамото Сейко             | 3–6, 7–5, 4–6    |
| Перемога  | 13.  | 25 серпня 2003    | ITF Сайтама, Японія           | Тверде    | Такемура Рьоко | Сє Шувей Марі Іноуе                 | 6–2, 6–2         |
| Поразка   | 14.  | 1 вересня 2003    | ITF Сайтама, Японія           | Тверде    | Такемура Рьоко | Кацумі Сідзу Таґуті Кейко           | 6–1, 6–7(3), 2–6 |
| Перемога  | 15.  | 15 вересня 2003   | ITF Кіото, Японія             | Килим (i) | Такемура Рьоко | Сє Шувей Марі Іноуе                 | 7–5, 7–5         |
| Перемога  | 16.  | 6 червня 2004     | ITF Чханвон, Південна Корея   | Тверде    | Kim Jin-hee    | Такасе Аямі Томоко Йонемура         | 7–5, 6–4         |
| Поразка   | 17.  | 13 грудня 2004    | ITF Джакарта, Індонезія       | Тверде    | Лі Є Ра        | Ю Мі Юлія Єфремова                  | 3–6, 3–6         |
| Перемога  | 18.  | 5 лютого 2005     | ITF Веллінгтон, Нова Зеландія | Тверде    | Арай Макі      | Беті Секуловскі Александра Срндович | 3–6, 6–4, 6–4    |
| Перемога  | 19.  | 13 лютого 2005    | ITF Бленім, Нова Зеландія     | Тверде    | Арай Макі      | Беті Секуловскі Александра Срндович | 6–4, 7–6         |
| Поразка   | 20.  | 17 липня 2005     | ITF Соґвіпхо, Південна Корея  | Тверде    | Кім Мі Ок      | Yoo Mi Chae Kyung-yee               | 2–6, 1–6         |
| Поразка   | 21.  | 21 травня 2006    | ITF Тегу, Південна Корея      | Тверде    | Кім Мі Ок      | Yoo Mi Лі Чін А                     | 6–4, 4–6, 2–6    |
| Перемога  | 22.  | 25 червня 2006    | ITF Чханвон, Південна Корея   | Тверде    | Кім Мі Ок      | Чень Яньчон Лю Ваньтін              | 7–5, 6–1         |
| Перемога  | 23.  | 27 травня 2007    | ITF Кімхе, Південна Корея     | Ґрунт     | Лі Чін А       | Юка Курода Еріко Мідзуно            | 6–1, 6–4         |
| Перемога  | 24.  | 3 червня 2007     | ITF Кімхе, Південна Корея     | Ґрунт     | Лі Чін А       | Kim Sun-jung Lee Cho-won            | 6–4, 6–1         |
| Поразка   | 25.  | 7 липня 2007      | ITF Нагоя, Японія             | Тверде    | Kim Jin-hee    | Намігата Дзюнрі Йонемура Акіко      | 2–6, 6–3, 4–6    |
| Перемога  | 26.  | 4 листопада 2007  | ITF Кофу, Японія              | Тверде    | Арай Макі      | Маекава Аяка Варатчая Вонгтінчай    | 5–7, 6–2, [10–7] |
| Поразка   | 27.  | 27 квітня 2008    | ITF Інчхон, Південна Корея    | Тверде    | Лі Чін А       | Чжань Цзіньвей Ярміла Вулф          | 6–1, 1–6, [5–10] |
| Перемога  | 28.  | 11 травня 2008    | ITF Чханвон, Південна Корея   | Тверде    | Лі Чін А       | Чо Юн Чон Kim Jin-hee               | 7–5, 6–2         |
| Перемога  | 29.  | 13 липня 2008     | ITF Токіо, Японія             | Килим     | Chae Kyung-yee | Ока Аюмі Варатчая Вонгтінчай        | 3–6, 6–2, [10–7] |
| Перемога  | 30.  | 6 вересня 2008    | ITF Go Yang, Південна Корея   | Тверде    | Chae Kyung-yee | Kim So-jung Маекава Аяка            | 7–5, 3–6, [10–5] |
| Перемога  | 31.  | 13 вересня 2008   | ITF Go Yang, Південна Корея   | Тверде    | Chae Kyung-yee | Cho Jeong-a Kim Ji-young            | 6–3, 4–6, [10–8] |
| Поразка   | 32.  | 3 травня 2009     | ITF Кімчхон, Південна Корея   | Тверде    | Лі Чін А       | Чжан Кайчжень Чень Ї                | 1–6, 5–7         |
| Перемога  | 33.  | 4 липня 2009      | ITF Кімчхон, Південна Корея   | Тверде    | Лі Чін А       | Kim Kun-hee Ю Мін Хва               | 6–1, 6–2         |
| Перемога  | 34.  | 17 квітня 2010    | ITF Кімхе, Південна Корея     | Тверде    | Лі Чін А       | Дой Місакі Намігата Дзюнрі          | 1–6, 6–4, [10–8] |
| Перемога  | 35.  | 24 квітня 2010    | ITF Чханвон, Південна Корея   | Тверде    | Лі Чін А       | Дой Місакі Намігата Дзюнрі          | 5–7, 6–3, [10–8] |
| Перемога  | 36.  | 1 травня 2010     | ITF Кімчхон, Південна Корея   | Тверде    | Лі Чін А       | Kim Kun-hee Ю Мін Хва               | 7–5, 6–3         |
| Поразка   | 37.  | 17 травня 2010    | ITF Сунчхан, Південна Корея   | Тверде    | Лі Є Ра        | Kim Kun-hee Ю Мін Хва               | 7–6, 4–6, 4–6    |
| Поразка   | 38.  | 29 травня 2010    | ITF Коян, Південна Корея      | Тверде    | Лі Чін А       | Kim Kun-hee Ю Мін Хва               | 4–6, 4–6         |
| Поразка   | 39.  | 13 червня 2010    | ITF Токіо, Японія             | Тверде    | Yoo Mi         | Аояма Сюко Іноуе Акарі              | 6–7(3), 0–6      |